# オフサイドトラップ (競走馬)
 オフサイドトラップ（欧字名:Offside Trap、1991年4月21日 - 2011年8月29日）は、日本の競走馬、種牡馬。
競走馬にとって「不治の病」とされる屈腱炎と戦いながら、8歳となる1998年に七夕賞（GIII）、新潟記念（GIII）、天皇賞（秋）（GI）を優勝した。
馬名はサッカーにおける同名称の戦術に由来する。

## 競走馬時代

### 出生からデビューまで
1991年4月21日、北海道新冠町にある村本牧場にて生まれた。牧場主の村本健一によると、母のトウコウキャロルは少し臆病な性格だが、毎年一発で受胎することのできる「いい繁殖」であるといい、中には地区の品評会で最優秀賞を獲った産駒もいた。そんなトウコウキャロルの初仔であったオフサイドは生まれた当時、村本に「初仔のせいもあってか薄っぺらくて小さな馬」と評されていた。
その後、牧場へ訪れた日本中央競馬会（JRA）調教師の加藤修甫によって見初められ、オフサイドは加藤厩舎に所属することとなる。加藤はトウコウキャロルを現役時代に管理していた調教師であり、球節不安により早期引退を余儀なくされたものの素質を感じられたトウコウキャロルの仔で、バランスが良く品がること、父トニービンという血統にも惹かれたことから、オーナー（トウコウキャロルの馬主である渡邊喜八郎の息子・渡邊隆）との相談を経て、1993年に美浦トレーニングセンターの加藤厩舎へ入厩した。担当厩務員となる椎名晃は、初めてオフサイドを見たときに尻がとがっていることを印象深く感じていたが、過去に担当した馬と比べるとそのこと以外に特筆すべき点はないように思っていた。その一方、担当調教助手の大崎英雄は自らの経験からオフサイドが「動きそう」と感じ、椎名にもその旨を伝えていた。
デビュー前の調教は、438キロという牡馬にしては小柄な馬体重でありながらもそれが支障となることはなく、順調に進められていたという。ある日、坂路とウッドチップを併用した追い切りの後、手入れをしていた椎名がオフサイドの右前脚の熱感に気づくが、この時点での脚部不安はごく軽度であり、オフサイドも痛がったりすることはなかった。また釘を踏んでしまうアクシデントもあり、年内のデビューが危ぶまれたが、なんとか3歳中（1993年12月11日）のデビューに漕ぎ着けることができた。

### 3 - 4歳時（1993年-1994年）
1993年12月11日、中山競馬場にて行われた新馬戦で、中館英二を鞍上にデビューを果たす。中団からの競馬で、直線で懸命に追いすがるも半馬身退けられ2着。折り返しの新馬戦でも再び2着となるが、年明けの未勝利戦で初勝利を挙げるとそのまま自己条件戦（セントポーリア賞）、オープン特別の若葉ステークスと3連勝を果たした。しかしその直後、オフサイドの脚に再び熱感が現れてしまう。加藤は、以前に1990年の東京優駿（日本ダービー）を優勝したアイネスフウジンを管理していたが、同馬はダービー優勝後に屈腱炎を発症し競走生活を絶たれた。この経験から、無理をさせまいと放牧させるか、クラシックに挑戦させるかで葛藤に苛まれたが、オフサイドの症状はまだ重度に至っていなかったことから皐月賞へと向かった。だが、皐月賞はナリタブライアンが圧勝、オフサイドは7着に敗れる。続く東京優駿でも不利があり8着に敗れたが、この時点では疲労を見せていなかったこともあり、秋を見据えて賞金を確保するためにラジオたんぱ賞へ出走した。ここでも勝ち切れず4着となり、さらにレース後に右前脚に腫れが確認される。ここから、オフサイドと屈腱炎の長期にわたる戦いが始まることとなった。
椎名は、厩舎に朝一番で訪れオフサイドの脚元のチェックにあたった。朝に15分、午後に20分施されるレーザーによる治療も毎日欠かさず、快方に向かったと思えば再び熱を持つ脚に自問自答を繰り返す日々だった。大崎は、馬の状態を考慮しての仕上げに難儀し、また加藤はオフサイドの調教メニューをウッドチップの坂路調教のみに限るか、という点で悩んでいたという。このような陣営の苦悩を経て，オフサイドは12月17日のディセンバーステークスで復帰を果たした。しかし、久々の実戦であったこと、初の古馬との対戦であったということもあり3着に敗れた。

### 5歳時（1995年）
年明けは、前走から足元の状態に異変がなかったことから金杯（8着）を経てバレンタインステークスに向かい、勝利を収めた。5か月半の休養をして掴んだ勝利に陣営の喜びは大きかったものの、ここで再び屈腱炎が悪化。その影響は左脚にも及び、またもや休養を余儀なくされることとなってしまった。
椎名は、休む間を惜しんでオフサイドの治療にあたり、時には帰れなかったこともあったという。椎名にはヘルニアの持病があり、馬体に不安定な体勢でレーザーを当てる作業は楽なものではなかったが、それでも椎名は目が覚める度にオフサイドの脚のことを気にかけていた。また調教メニューは坂路のみとなり、さらに負担が少ないドレッドウォーターミルの使用、温泉での治療も行った。しかし、症状は悪化と回復を繰り返す一方で、椎名は様々な手法を取り入れてオフサイドの治療に努めようとした。「馬肉を貼ると熱が取れる」という話を思い出した時には、実際に馬肉を購入しオフサイドの脚に貼ったこともあった。この後オフサイドは、年の瀬の12月16日のディセンバーステークスで復帰。しかしここではマイネルブリッジの3着に敗れることとなる。そして、このレースを最後に再びの休養期間に入った。

### 6 - 7歳時（1996年-1997年）
屈腱炎の治療として、椎名は炎症の抑制のため氷水でオフサイドの患部を冷やし、バンテージで適度な圧迫を与えた。椎名は指の感覚を失いかけていたというが、オフサイドを競馬場へ戻したいという一心で毎日、根気よくそれを行い続けた。この休養の間、クラシックで対戦したナリタブライアンが屈腱炎のために現役を引退した。
そして1996年11月10日、オフサイドは再び競馬場に姿を現した。調教はこの時点でも坂路のみで、なかなか絞ることのできない状況は続き、復帰戦（富士ステークス）から4戦を善戦。さらに重賞の中山記念とダービー卿チャレンジトロフィーでは連続して2着となった。続く都大路ステークスでは1番人気に支持されるも3着。その後のエプソムカップも敗れ、その頃には屈腱炎の症状が再び悪化し始めていた。この時椎名は、7歳という年齢からして引退させられるものと考えていたのに対し、加藤が1年は現役を続行させる前提で放牧に出そうとしたため驚いたという。そんな加藤は、オフサイドの素質からオーナーサイドに現役続行を提言していた一方、引退した際の乗馬としての引き取り先を探して回っていた。また、加藤はこの時から椎名と大崎にオフサイドに関する仕事を任せるようになった。

### 8歳時（1998年）
屈腱炎の症状は改善と悪化を繰り返していた中、3月22日、東風ステークスで復帰し7番人気ながら2着と健闘。その後も重賞2戦を含む3戦で2着、2着、3着と勝ち切れない競馬が続いた。続く七夕賞で、鞍上をこれまでの主戦・安田富男から、オフサイドに刺激を与えようとリーディング上位騎手であった蛯名正義に引き継いだ。加藤は「ゴールに間に合うか合わないかギリギリまで我慢するつもり」での騎乗を指示し、レースでは指示通りゴール直前での追い込みで逃げたタイキフラッシュを捉え、見事に重賞初制覇を果たした。その後の新潟記念では、加藤は蛯名に「うまくやってくれ」と一言だけ指示し、オフサイドは前走同様にゴール前で伸びを見せ重賞連勝を飾ったのであった。
その後、オフサイドは天皇賞（秋）で東京優駿以来約4年半ぶりのGI出走を目指すことが決まる。鞍上はダイワテキサスの先約があった蛯名から柴田善臣に替わったが、柴田はキングオブダイヤに騎乗した際によく同じレースに出走していたオフサイドの癖などを理解していた。レースを見据えた最終追い切りでの動きも抜群で、屈腱炎の症状も小康を保ち、そのオフサイドの状態は今までで一番良いものであると、加藤は椎名や大崎の様子を見て悟っていたという。レース前日、オフサイドは6番人気の支持を受けていたが、このレースではサイレンススズカが圧倒的な1番人気の支持を受けていたこともあり、加藤の緊張は少なく「掲示板にでも載れれば良いだろう」「無事に走ってくれれば」といったことを考えていた。

#### 天皇賞当日
当日、東京競馬場の第8レースをオフサイドの弟で同厩、かつ椎名の担当馬であったワールドカップが制した。椎名や大崎はこの吉報にオフサイドも続くことを期待したが、加藤は変わらず掲示板へ載れれば良いと考えていた。そんなオフサイドは、柴田によれば久々のGIということもあったのか入れ込んでいる様子があったというが、輪乗り以降は落ち着きを取り戻した。
レースでは、加藤は「一番良い」と思うような絶好のスタートを切り、サイレンススズカとサイレントハンターに大きく差を開かれた3番手の位置取りでレースを進めた。柴田にとってもその位置取りは絶好であったといい、思った通りの走りで上位の着順を狙えると考えながら跨っていた。2024年のインタビューでは、柴田はサイレンススズカがハイペースで逃げ切って勝ってしまうことから「最初から負かしてやろうとは思わない競馬」を意識し、スタートを上手く出てから先行策を取り、そのままペースを乱すことなく走り切れれば、という考えのもと騎乗していたことを明かしている。
調教師席でレースを見ていた加藤、厩務員室からターフビジョンを眺めていた椎名がサイレンススズカの手応えに思案していた中、そのサイレンススズカにアクシデントが起こる。競走を中止したサイレンススズカのあおりを受けサイレントハンターが外へ膨らんだ一方、アクシデントに素早く気づいた柴田は内側が開くことを読み、冷静に内へオフサイドを導いた。このとき柴田は、競走中止するサイレンススズカを横目で一瞬だけ見たという。
残り400メートルでオフサイドが先頭に立つと、200メートルでステイゴールドがオフサイドに迫る。ここまでGIホースのメジロブライトやシルクジャスティスは全く伸びず、そして直前でササッた＝内側に斜行したステイゴールドを退けて、オフサイドは「史上初の8歳馬」による天皇賞制覇を飾った。この勝利について柴田は後年、オフサイドが「左右のバランスがちょっとでも崩れたら推進力が削がれてしまうタイプ」であると分析し、4コーナーで外に行っていたら勝てなかった、後ろに差をつけられたのも後続馬の事故による不利があったからだろう、と述懐している。
柴田はウィナーズサークルにおける優勝騎手インタビューにおいて、「数少ないオフサイドトラップのファンの皆様、ご声援ありがとうございました」とファンに呼びかけた。
その後、オフサイドトラップは第44回有馬記念へ出走したものの10着に敗退。このレースを最後に引退し、翌年1月14日に競走馬登録を抹消、種牡馬入りすることとなった。

## 競走成績
以下の内容は、netkeiba.comおよびJBISサーチに基づく。
| 年月日 | 年月日 | 年月日 |      | レース名         | 格   | 頭数 | 枠番 | 馬番 | 人気 | 着順 | 距離（状態）  | タイム | （3F） | 着差   | 騎手     | 斤量 （kg） | 勝ち馬/（2着馬）       |
| 1993   | 12.    | 11     | 中山 | 3歳新馬          |      | 16   | 3    | 6    | 4    | 2着  | 芝1600m（重） | 1:37.7 | (38.0) | 0.1秒  | 中舘英二 | 54          | メープルハート         |
|        | 12.    | 25     | 中山 | 3歳新馬          |      | 18   | 6    | 11   | 1    | 2着  | 芝2000m（良） | 2:03.5 | (37.1) | 0.5秒  | 安田富男 | 54          | ランフォルテ           |
| 1994   | 1.     | 16     | 中山 | 4歳未勝利        |      | 16   | 1    | 1    | 1    | 1着  | ダ1800m（稍） | 1:56.2 | (40.1) | -0.2秒 | 安田富男 | 55          | （チトセゼット）       |
|        | 1.     | 31     | 東京 | セントポーリア賞 | 500  | 15   | 2    | 3    | 5    | 1着  | 芝1800m（良） | 1:48.3 | (35.0) | -0.4秒 | 安田富男 | 55          | （チョウカイキャロル） |
|        | 3.     | 19     | 中山 | 若葉S            | OP   | 16   | 3    | 6    | 1    | 1着  | 芝2000m（良） | 2:02.7 | (35.9) | -0.1秒 | 安田富男 | 56          | （トニーザプリンス）   |
|        | 4.     | 17     | 中山 | 皐月賞           | GI   | 18   | 7    | 15   | 5    | 7着  | 芝2000m（良） | 2:00.6 | (37.2) | 1.6秒  | 安田富男 | 57          | ナリタブライアン       |
|        | 5.     | 29     | 東京 | 東京優駿         | GI   | 18   | 3    | 6    | 6    | 8着  | 芝2400m（良） | 2:27.8 | (37.7) | 2.1秒  | 安田富男 | 57          | ナリタブライアン       |
|        | 7.     | 3      | 福島 | ラジオたんぱ賞   | GIII | 12   | 8    | 11   | 4    | 4着  | 芝1800m（良） | 1:49.9 | (38.8) | 0.8秒  | 安田富男 | 55          | ヤシマソブリン         |
|        | 12.    | 17     | 中山 | ディセンバーS    | OP   | 11   | 3    | 3    | 1    | 3着  | 芝2000m（良） | 2:01.1 | (35.1) | 0.4秒  | 安田富男 | 54          | ナカミアンデス         |
| 1995   | 1.     | 5      | 中山 | 金杯（東）       | GIII | 16   | 2    | 4    | 1    | 8着  | 芝2000m（重） | 2:01.8 | (38.2) | 1.3秒  | 安田富男 | 54          | サクラローレル         |
|        | 2.     | 11     | 東京 | バレンタインS    | OP   | 8    | 4    | 4    | 1    | 1着  | 芝1800m（良） | 1:47.3 | (34.7) | 0.0秒  | 安田富男 | 54          | （マーメイドタバン）   |
|        | 12.    | 16     | 中山 | ディセンバーS    | OP   | 14   | 3    | 3    | 5    | 3着  | 芝2400m（良） | 2:01.2 | (36.4) | 0.5秒  | 加藤和宏 | 56          | マイネルブリッジ       |
| 1996   | 11.    | 16     | 東京 | 富士S            | OP   | 12   | 5    | 5    | 4    | 4着  | 芝1800m（良） | 1:48.6 | (36.3) | 0.1秒  | 安田富男 | 57          | シンコウキング         |
|        | 12.    | 14     | 中山 | ディセンバーS    | OP   | 14   | 6    | 9    | 2    | 2着  | 芝2000m（良） | 2:03.0 | (35.9) | 0.0秒  | 安田富男 | 56          | キングオブダイヤ       |
| 1997   | 1.     | 19     | 中山 | AJCC             | GII  | 9    | 4    | 4    | 4    | 4着  | 芝2200m（良） | 2:15.1 | (37.1) | 0.2秒  | 安田富男 | 57          | ローゼンカバリー       |
|        | 2.     | 2      | 東京 | 東京新聞杯       | GIII | 11   | 8    | 10   | 3    | 3着  | 芝1600m（良） | 1:34.0 | (34.9) | 0.3秒  | 安田富男 | 54          | ベストタイアップ       |
|        | 3.     | 9      | 中山 | 中山記念         | GII  | 9    | 8    | 9    | 4    | 2着  | 芝1800m（良） | 1:48.9 | (36.3) | 0.2秒  | 安田富男 | 57          | キングオブダイヤ       |
|        | 4.     | 5      | 中山 | ダービー卿CT     | GIII | 13   | 1    | 1    | 2    | 2着  | 芝1600m（重） | 1:35.7 | (37.2) | 0.2秒  | 安田富男 | 57          | ロイヤルスズカ         |
|        | 5.     | 4      | 京都 | 都大路S          | OP   | 12   | 7    | 10   | 1    | 3着  | 芝1600m（良） | 1:35.0 | (36.0) | 0.2秒  | 安田富男 | 56          | ナムラホームズ         |
|        | 5.     | 31     | 東京 | エプソムカップ   | GIII | 13   | 4    | 4    | 4    | 6着  | 芝1800m（良） | 1:47.0 | (34.0) | 0.4秒  | 安田富男 | 57          | タイキマーシャル       |
| 1998   | 3.     | 22     | 中山 | 東風S            | OP   | 10   | 7    | 7    | 7    | 2着  | 芝1600m（稍） | 1:36.3 | (35.6) | 0.4秒  | 安田富男 | 56          | ケイワンバイキング     |
|        | 4.     | 4      | 中山 | 韓国馬事会杯     | OP   | 9    | 2    | 2    | 2    | 2着  | 芝1800m（良） | 1:47.3 | (36.0) | 0.2秒  | 安田富男 | 56          | ジェラスガイ           |
|        | 5.     | 17     | 新潟 | 新潟大賞典       | GIII | 14   | 2    | 2    | 4    | 2着  | 芝2000m（良） | 1:58.5 | (35.2) | 0.1秒  | 安田富男 | 56          | サイレントハンター     |
|        | 6.     | 6      | 東京 | エプソムカップ   | GIII | 17   | 6    | 12   | 4    | 3着  | 芝1800m（重） | 1:48.3 | (36.3) | 0.1秒  | 安田富男 | 57          | ツクバシンフォニー     |
|        | 7.     | 11     | 福島 | 七夕賞           | GIII | 16   | 5    | 9    | 2    | 1着  | 芝2000m（良） | 1:59.2 | (35.6) | 0.0秒  | 蛯名正義 | 57          | （タイキフラッシュ）   |
|        | 8.     | 30     | 新潟 | 新潟記念         | GIII | 15   | 8    | 14   | 1    | 1着  | 芝2000m（重） | 2:00.6 | (35.2) | 0.0秒  | 蛯名正義 | 58          | （ブラボーグリーン）   |
|        | 11.    | 1      | 東京 | 天皇賞（秋）     | GI   | 12   | 5    | 6    | 6    | 1着  | 芝2000m（良） | 1:59.3 | (36.0) | -0.2秒 | 柴田善臣 | 58          | （ステイゴールド）     |
|        | 12.    | 27     | 中山 | 有馬記念         | GI   | 16   | 3    | 6    | 8    | 10着 | 芝2500m（良） | 2:33.2 | (37.0) | 1.1秒  | 蛯名正義 | 56          | グラスワンダー         |

## 引退後

### 種牡馬時代
引退後は北海道沙流郡門別町のブリーダーズ・スタリオン・ステーションにてオーナー個人所有の種牡馬として繋養された。種付け料が受胎確認後30万円というリーズナブルな価格だったこともあり、初年度は人気を集めていた。初めての種付けも非常にスムーズであったという。人懐っこい性格でスタリオンでも扱いやすいという評判だった一方、噛み付かれた人も多かったという話もある。
5年間の供用で86頭が血統登録され、中央競馬では2頭の勝ち馬が誕生した。地方を含めると名古屋競馬場のスプリングカップで3着のサンガ、笠松競馬場のライデンリーダー記念で3着のチアズマジックがいるが、重賞を勝つような産駒は現れることなく2003年7月14日に用途変更となった。牝馬の産駒にも仔を残した馬はおらず、その血は途絶えてしまうこととなった。

### 種牡馬引退後
用途変更日付と日を同じくして、種牡馬を引退したオフサイドトラップは沙流郡日高町に所在する日高ケンタッキーファームへと移動した。ここでの環境に馴染むまでは2週間ほど掛かったという。乗馬としての訓練中は牝馬に反応したり、プライドが高い側面もあったというが、やはり人懐っこく、人と遊ぶことが好きな様子で、ファンが訪れた際には、オフサイドが自ら近寄ってきて目の前で佇んでくれるほどであった。また柵でのグイッポの癖が激しく、削れて釘が抜けた板をスタッフが交換した枚数は多数にのぼった。
その後、2008年に日高ケンタッキーファームが閉鎖したため、オフサイドは新冠町の明和牧場へと移動。ケンタッキーファームでも見せていたグイッポ癖は変わらず、厩舎内ではなく必ず放牧地の柵でするというこだわりを見せていた。余生をこの地で過ごしたオフサイドは2011年8月28日、腹痛を起こし一時は改善したものの8月29日に容態が急変、腸障害（疝痛とも）のために16時54分（もしくは58分）に息を引き取った。20歳没。

## エピソード
- オフサイドが勝った天皇賞当日の8Rを制したワールドカップ（先述）は、馬主も同様に渡邊隆であった[40]。このあとにオフサイドが天皇賞を制したことなども含め、渡邊は「サッカー好きの私が、昨日、京都競馬からの帰りの新幹線で横浜マリノスの選手と乗り合わせて、これは吉兆かなと······（中略）今日は最高の日です」と喜びを語っている[41]。
- 2014年にJRA60周年を記念して行われたメモリアルホースファン投票では、新潟競馬場部門[注 2]において2位のダイワテキサスに2000票近くの差を付けメモリアルホースに選出され[42]、同年9月7日の新潟競馬場第10競走が「不屈の闘志 オフサイドトラップカップ」のレース名で施行された[42]。このレースの勝ち馬ウィケットキーパーの鞍上は、かつてオフサイドに騎乗し新潟記念を制した蛯名正義で、蛯名はレース後に「不思議な縁を感じます」とコメントした[43]。
- 2022年、秋のGIレースのプロモーションとして日本中央競馬会とサッカー選手のアンドレス・イニエスタがコラボした際、特設サイト内のミニゲームにオフサイドがサッカーボーイ、ハットトリックなどとともに登場した[44]。

## 血統表
| オフサイドトラップの血統          | オフサイドトラップの血統            | オフサイドトラップの血統      | （血統表の出典）              | （血統表の出典）      |
| 父系                              | ゼダーン系                          | ゼダーン系                    | ゼダーン系                    | [ § 2 ]               |
| 父 *トニービン Tony Bin 1983 鹿毛 | 父の父*カンパラ Kampala 1976 黒鹿毛 | Kalamoun                      | *ゼダーン                     | *ゼダーン             |
| 父 *トニービン Tony Bin 1983 鹿毛 | 父の父*カンパラ Kampala 1976 黒鹿毛 | Kalamoun                      | Khairunissa                   |                       |
| 父 *トニービン Tony Bin 1983 鹿毛 | 父の父*カンパラ Kampala 1976 黒鹿毛 | State Pension                 | *オンリーフォアライフ         | *オンリーフォアライフ |
| 父 *トニービン Tony Bin 1983 鹿毛 | 父の父*カンパラ Kampala 1976 黒鹿毛 | State Pension                 | Lorelei                       |                       |
| 父 *トニービン Tony Bin 1983 鹿毛 | 父の母Severn Bridge 1965 栗毛       | Hornbeam                      | Hyperion                      | Hyperion              |
| 父 *トニービン Tony Bin 1983 鹿毛 | 父の母Severn Bridge 1965 栗毛       | Hornbeam                      | Thicket                       |                       |
| 父 *トニービン Tony Bin 1983 鹿毛 | 父の母Severn Bridge 1965 栗毛       | Priddy Fair                   | Preciptic                     | Preciptic             |
| 父 *トニービン Tony Bin 1983 鹿毛 | 父の母Severn Bridge 1965 栗毛       | Priddy Fair                   | Campanette                    |                       |
| 母 トウコウキャロル 1987 鹿毛     | 母の父ホスピタリテイ 1979 黒鹿毛    | *テュデナム Tudenham          | Tudor Melody                  | Tudor Melody          |
| 母 トウコウキャロル 1987 鹿毛     | 母の父ホスピタリテイ 1979 黒鹿毛    | *テュデナム Tudenham          | Heath Rose                    |                       |
| 母 トウコウキャロル 1987 鹿毛     | 母の父ホスピタリテイ 1979 黒鹿毛    | トウコウポポ                  | *アイアンリージ               | *アイアンリージ       |
| 母 トウコウキャロル 1987 鹿毛     | 母の父ホスピタリテイ 1979 黒鹿毛    | トウコウポポ                  | フジチヨ                      |                       |
| 母 トウコウキャロル 1987 鹿毛     | 母の母ミヨトウコウ 1970 黒鹿毛      | *ムーティエ Moutiers          | Sicambre                      | Sicambre              |
| 母 トウコウキャロル 1987 鹿毛     | 母の母ミヨトウコウ 1970 黒鹿毛      | *ムーティエ Moutiers          | Ballynash                     |                       |
| 母 トウコウキャロル 1987 鹿毛     | 母の母ミヨトウコウ 1970 黒鹿毛      | チトセホープ                  | *ライジングフレーム           | *ライジングフレーム   |
| 母 トウコウキャロル 1987 鹿毛     | 母の母ミヨトウコウ 1970 黒鹿毛      | チトセホープ                  | エベレスト                    |                       |
| 母系(F-No.)                       | アストニシメント系(FN:7-c)          | アストニシメント系(FN:7-c)    | アストニシメント系(FN:7-c)    | [ § 3 ]               |
| 5代内の近親交配                   | Prince Bio 5×5、Nasrullah 5×5       | Prince Bio 5×5、Nasrullah 5×5 | Prince Bio 5×5、Nasrullah 5×5 | [ § 4 ]               |
| 出典                              | 1. 2. 3. 4.                         | 1. 2. 3. 4.                   | 1. 2. 3. 4.                   | 1. 2. 3. 4.           |

母、母の父、祖母は、それぞれ渡邊隆の父・喜八郎の所有馬である。曾祖母・チトセホープは1961年の優駿牝馬（オークス）の優勝馬。その母エベレストは名牝系の祖として知られており、スズパレード、ブルーコンコルドなどが同牝系に属する。